# Walsura oxycarpa
Walsura oxycarpa är en tvåhjärtbladig växtart som beskrevs av Wilhelm Sulpiz Kurz. Walsura oxycarpa ingår i släktet Walsura och familjen Meliaceae. Inga underarter finns listade i Catalogue of Life.